# Mayreder Bau

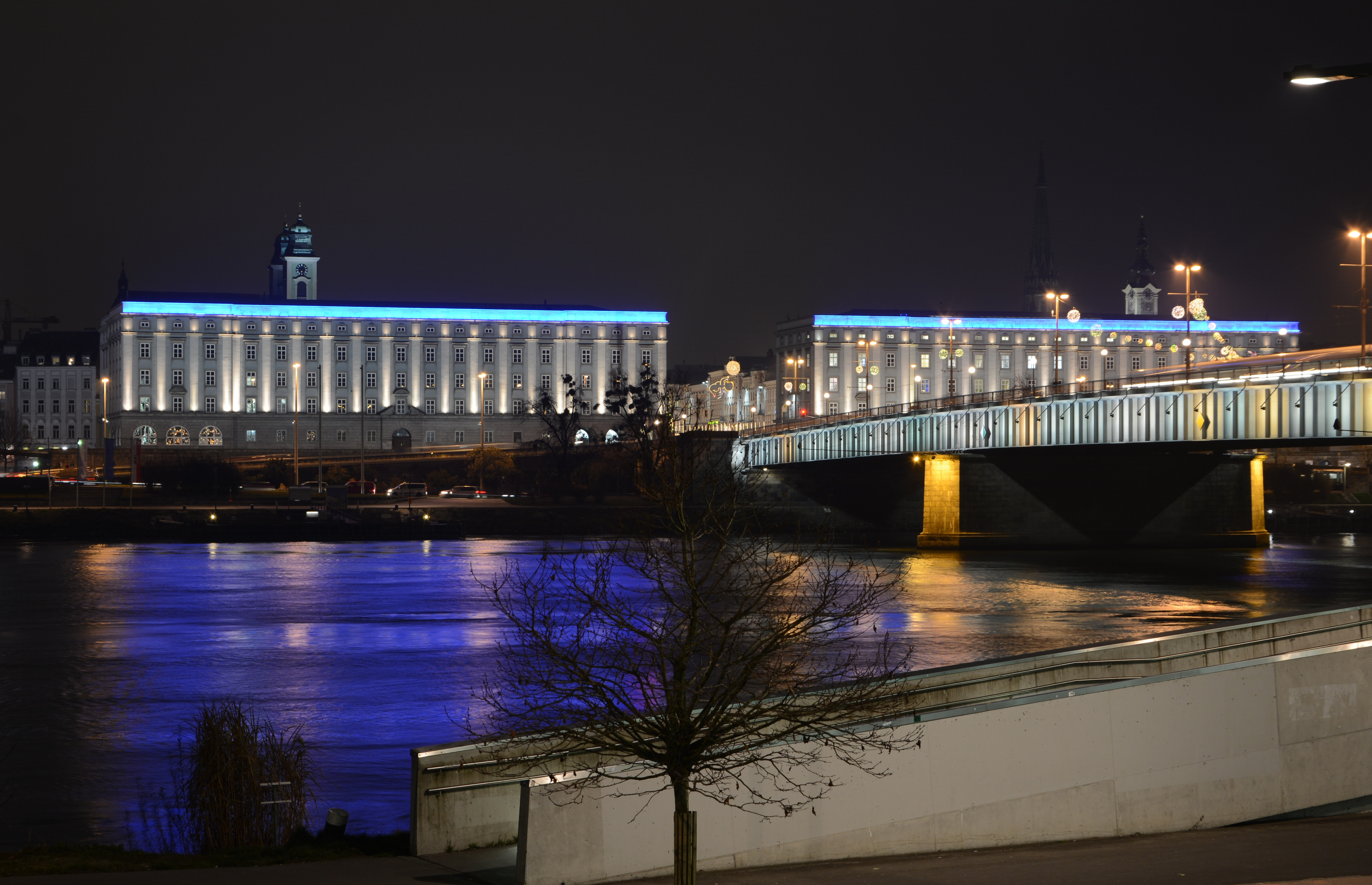
Nibelungenbrücke und Brückenkopfgebäude in Linz, errichtet von Mayreder, Kraus & Co und Wayss&Freytag (u. a.) um 1940

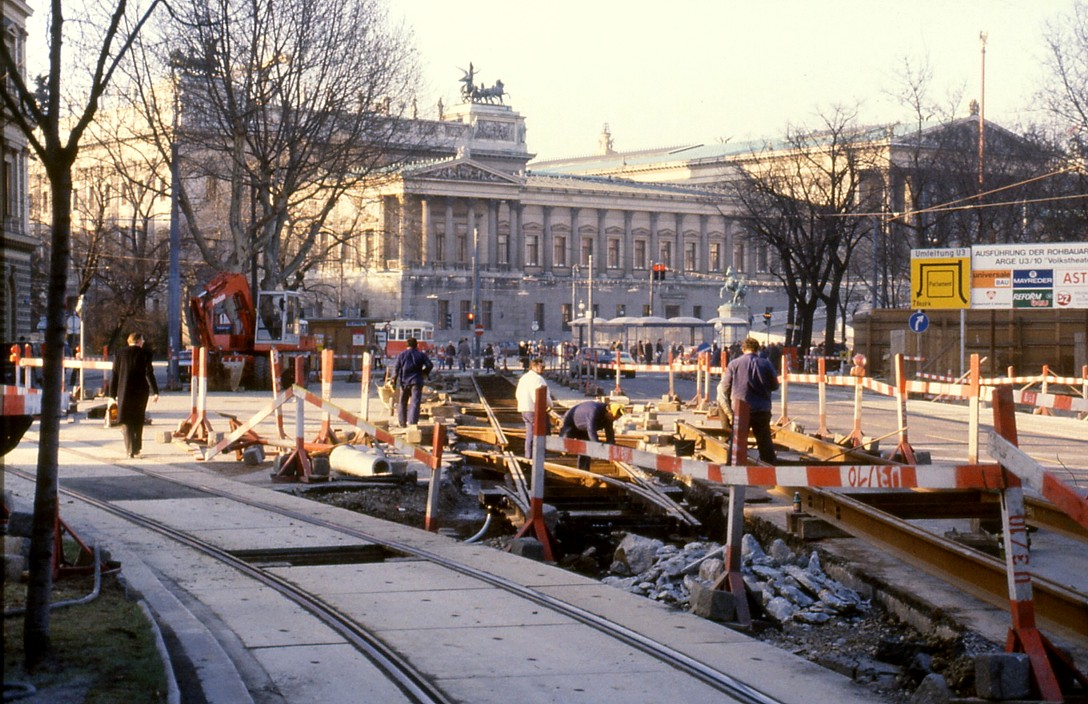
Wien 1986 U-Bahn Bau - ArGe U3/10, Universale - Mayreder - AST - Dyckerhoff&Widmann - Reformbau - Polensky&Zöllner

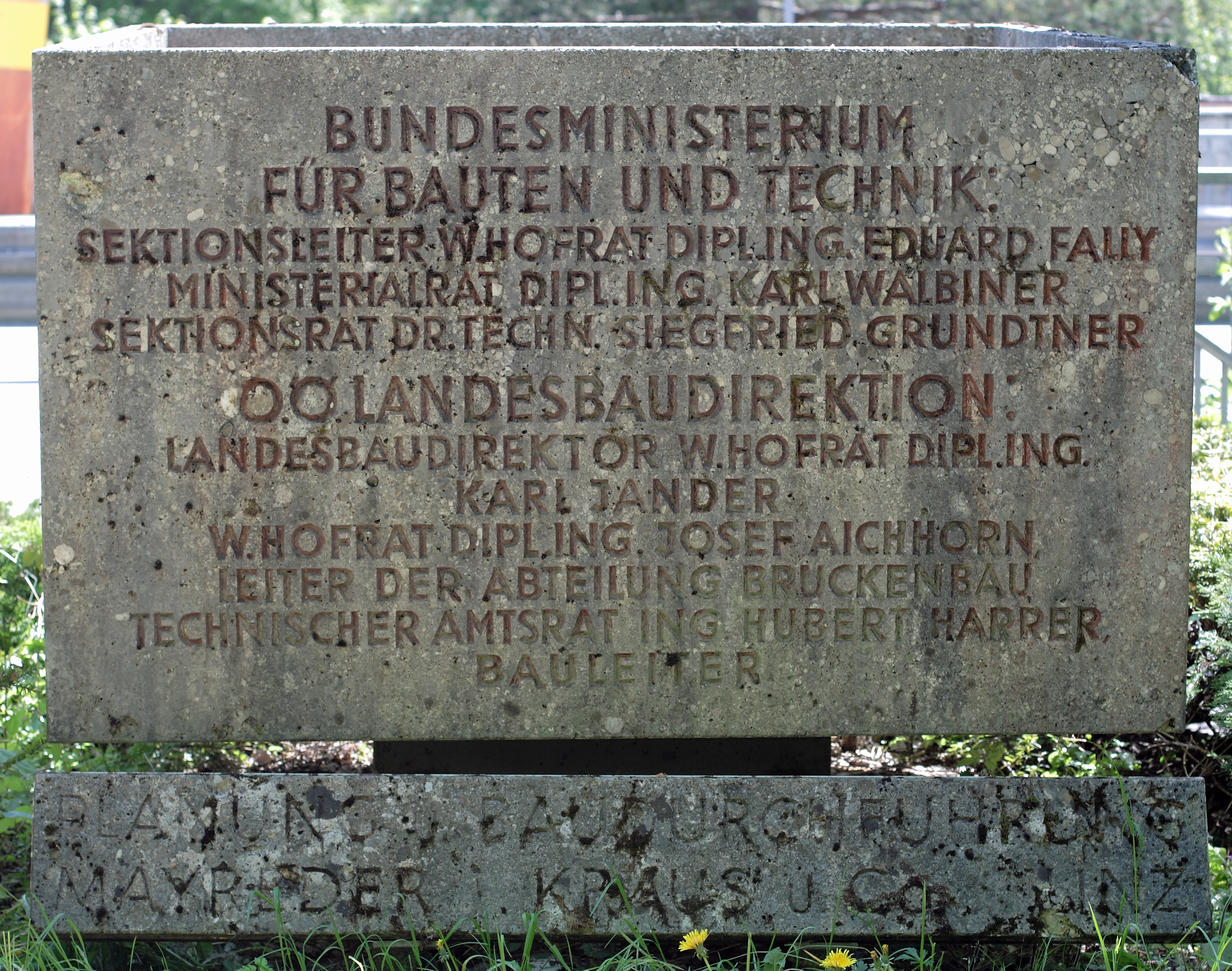
Gedenkstein Talübergang Steyrdurchbruch

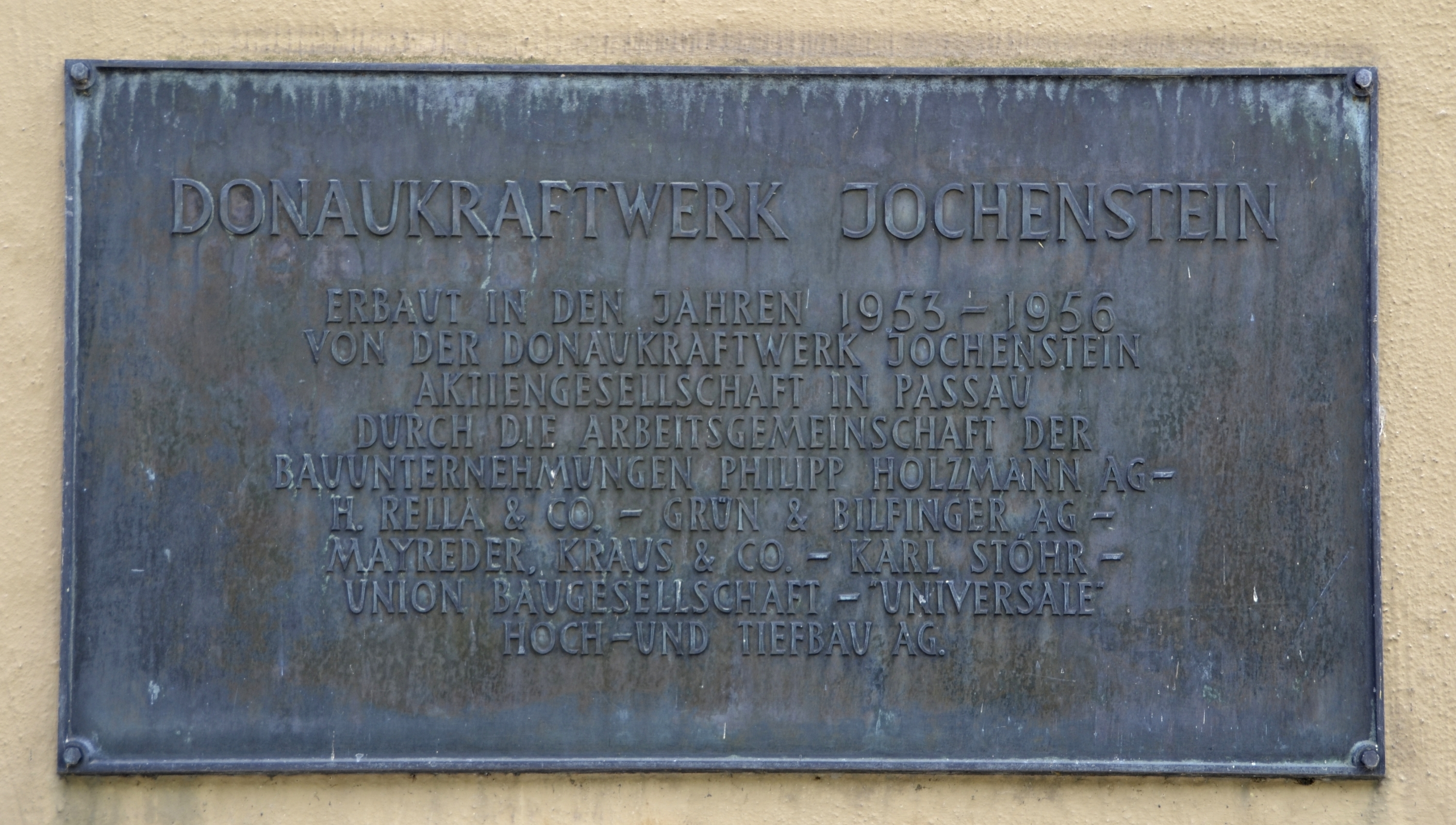
ArGe Donaukraftwerk Jochenstein 1953–1956

Die Baufirma Mayreder (MR) bzw. die Bauunternehmung der Ingenieure Mayreder, Kraus & Co sowie Mayreder, Keil, List & Co, später Mayreder Bauholding GmbH, war ein österreichisches Bauunternehmen der "Vereinigung industrieller Bauunternehmungen Österreichs" mit Sitz in Linz. Die Wurzeln des Unternehmens liegen in der von Peter Kraus 1870 gegründeten „Peter Kraus – Eisenbahnbaugesellschaft“. Bekannt wurde der Name Mayreder bereits für den Bau der II. Wiener Hochquellenleitung, den Ausbau des Eisenbahnnetzes sowie durch Beteiligung an der Donauregulierung. Im Laufe der Zeit wuchs die Unternehmung zu einem Baukonzern der österreichischen Bauindustriellenvereinigung heran und war meistens federführend in allen Sparten des Bauens vertreten. Im Jahr 1996 beschäftigte Mayreder rund 2000 Mitarbeiter. Neben dem Hauptsitz in Linz (Sophiengutstraße 20) betrieb der Baukonzern Zweigstellen in Wien, Graz, Innsbruck und München und unterhielt Tochtergesellschaften in den ehemaligen Sowjetstaaten an der Grenze zu Österreich. Vorwiegend durch die Ost-Aktivitäten im Zuge des Zusammenbruchs der UdSSR geriet Mayreder in eine schwere finanzielle Verschuldung und wurde im Jahr 1996 mehrheitlich und später zur Gänze von der Alpine Bau übernommen.

## Geschichte
Die Bauunternehmung „Ingenieure Mayreder, Kraus & Co“ (Linz, Wien und Innsbruck) sowie „Mayreder, Keil, List & Co“ (Graz) ging aus der von Peter Kraus 1870 gegründeten „Peter Kraus – Eisenbahnbaugesellschaft“ hervor, welche maßgeblich den Ausbau des Eisenbahnnetzes der österreichisch-ungarischen Monarchie realisierte. Bedeutend für die Entwicklung des Unternehmens war Rudolf Mayreder, der 1907 Gesellschafter im Unternehmen von Peter Kraus wurde und später die Firma als Geschäftsführer leitete. Im Jahr 1910 wurde das Unternehmen von „Peter Kraus Eisenbahnbaugesellschaft“ in „Ingenieure Mayreder, Kraus & Co“ umbenannt. Die Firma war am Ausbau der Wiener Verkehrsanlagen, an der Regulierung des Wienflusses, der Anlage des Wiener-Kanalnetzes und am Bau der 2. Wiener Hochquellenleitung beteiligt, weiters an der Donauregulierung und am Ausbau des Eisenbahnnetzes. Die „Ingenieure Mayreder, Kraus & Co“ waren aber auch absolute Pioniere im Gebirgsbahn-, Tunnel- und Stahlbetonbrückenbau.
Zur Zeit des Nationalsozialismus in Österreich und des Zweiten Weltkriegs war die Firma Mayreder geschätzter Auftragnehmer und baute beispielsweise in Arbeitsgemeinschaft mit der deutschen Baufirma Wayss & Freytag die Nibelungenbrücke in Linz. Aber auch viele andere Bauten und speziell Tunnel- und Stollenbauten wurden in dieser Zeit von Mayreder realisiert.
Ab 1945 spielte das Unternehmen eine führende Rolle im Tunnel-, Autobahn-, Kraftwerks- und U-Bahn-Bau. Vor allem beim Bau aller Donaukraftwerke in Österreich war die Firma Mayreder federführend beteiligt.
Im Jahr 1970 feierte man 100 Jahre Mayreder Bau.
Einer der Referenzen im Hochbau ist zum Beispiel das ORF-Zentrum am Küniglberg, errichtet von der Arbeitsgemeinschaft Hofman & Maculan, Mayreder und Kallinger. Zu Beginn der 1990er Jahre bewies die Firma auch starkes Engagement in den ehemals kommunistischen Ländern Mittel- und Osteuropas, durch den Bau von Hotels in Prag oder Moskau. Im Zuge dieser Ost-Aktivitäten geriet die Firma Mayreder immer mehr in schwere finanzielle Schwierigkeiten. Um eine Insolvenz zu vermeiden, suchte Mayreder mit Nachdruck zu Beginn der 1990er Jahre nach einem Käufer. Schließlich gelang es in den Jahren 1995 und 1996, die Alpine Bau durch Verhandlungen für sich zu gewinnen. Im Jahr 1996 übernahm die Alpine die Mehrheit an der Mayreder Bau Holding, womit das 126-jährige souveräne Bestehen der Baufirma Mayreder endete. Ab dem Jahr 2000 gehörte Mayreder dann fast zur Gänze zur Alpine Holding und ab diesem Zeitpunkt trat der Baukonzern in Folge unter dem einheitlichen Namen „Alpine-Mayreder“ auf.

## Bauwerke
| Brückenbau |  | Kraftwerksbau |  | Tunnelbau                                                                                          |  |
| --- |  | --- |  | -------------------------------------------------------------------------------------------------- |  |
| - Freudenauer Hafenbrücke - Donaubrücke Grein - Pitztalbrücke - Weinzöttlbrücke - Stadionbrücke (Wien) - Uferbahnbrücke - Sandkrugbrücke (Berlin) - VÖEST - Brücke - Steyregger Brücke - Talübergang Steyrdurchbruch |  | - Kraftwerk Jochenstein - Kraftwerk Aschach - Kraftwerk Ottensheim-Wilhering - Kraftwerk Abwinden-Asten - Kraftwerk Wallsee-Mitterkirchen - Kraftwerk Ybbs-Persenbeug - Kraftwerk Melk - Kraftwerk Altenwörth - Kraftwerk Greifenstein - Kraftwerk Freudenau - Dampfkraftwerke Riedersbach - Kernkraftwerk Zwentendorf |  | - Rauhebergtunnel - Karawankentunnel (Autobahn) - Landrückentunnel - Bosrucktunnel - Wiener U-Bahn |  |
| |  | |  | |  |
| Gleisbau |  | |  | |  |
| - Umfahrung Lambach |  | |  | |  |

### Bild und Film
- Film: 45 Jahre U-Bahn Bau in Wien (Mayreder in Minute 20):
- Film: Bau der U3 Wien 1991 (Mayreder in Minute 24):

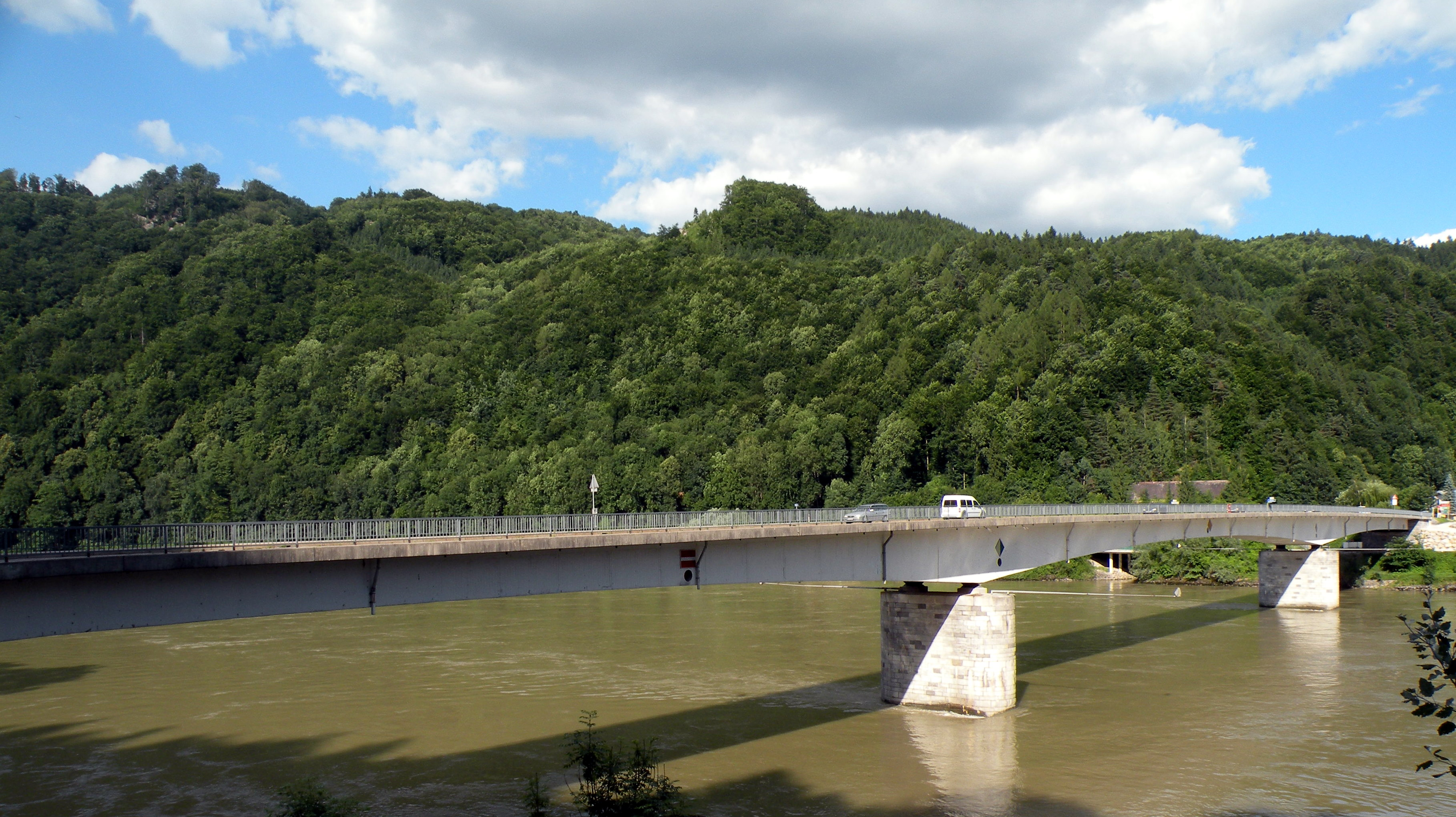
Ing. Leopold Helbich Brücke (Donaubrücke Grein) - errichtet im "Stahlbetonfreivorbau" von der Firma Mayreder, 1965 bis 1967

- Ing. Leopold Helbich Brücke (Donaubrücke Grein) - errichtet im "Stahlbetonfreivorbau" von der Firma Mayreder, 1965 bis 1967[19] Bild: Bau der Hauptbibliothek Wien